# Los Gardelitos
Los Gardelitos é uma banda argentina de rock rolinga formada no bairro Bajo Flores, em Buenos Aires. Foi criada em 1995 por Korneta Suárez - que faleceu em 2004 - desde então a banda foi liderada pelo guitarrista (filho de Korneta) Eli Suárez. O conjunto musical é conhecido pelas ações sociais e pelos recitais beneficente que ofereciam frequentemente nos bairros mais pobres de toda a Grande Buenos Aires.

## Discografia
- Rock sudaka (1996)
- Gardeliando (1998)
- Fiesta sudaka (1999)
- La calle es un espejo (2003)
- De colección (2004)
- En tierra de sueños (2004)
- Ahora es nuestra la ciudad (2006)
- Oxígeno (2008)